# 约翰·尤斯塔斯
约翰·马克·尤斯塔斯（英語：John Mark Eustace，1979年11月3日—）出生於英格蘭西密德兰索利赫爾（Solihull），是一名已退役足球運動員，司職正中場。他曾效力高雲地利和史篤城，並曾短暫借用到登地聯、米杜士堡、赫里福特聯及屈福特。

## 生平
2011年7月28日，31歲的球會隊長尤斯塔斯與屈福特續約，效力至2013年夏季。
2013年7月24日，早前拒絕屈福特提供新約的尤斯塔斯以自由身加盟另一英冠球會打比郡，合約為期一年。

## 外部連結
- 屈福特官網簡歷
- 足球数据库：约翰·尤斯塔斯的球员统计数据